# 大関友久
大関 友久（おおぜき ともひさ、1997年12月14日 - ）は、茨城県土浦市出身のプロ野球選手（投手）。左投左打。福岡ソフトバンクホークス所属。
愛称は「ゼキ」。

## 経歴

### プロ入り前
小学校1年生から野球を始め、土浦市立都和中学校時代は硬式野球のクラブチームである常総ドリームボーイズに所属。茨城県立土浦湖北高等学校では1年秋からチームのエースとなったが、3年夏は右手を疲労骨折していた影響もあって3回戦で敗退し、プロ志望届を提出したものの指名漏れとなった。甲子園出場経験は無し。
その後仙台大学に進学し、1年春からリーグ戦に出場。リーグ戦では通算19試合に登板して4勝3敗、54回1/3を投げて防御率3.15という成績を残し、2019年9月24日付でプロ志望届を提出したが、チームのエース格ではなく、ドラフト前の調査書が届いたのは福岡ソフトバンクホークスのみであった。
10月17日に行われた2019年のドラフト会議でソフトバンクから育成2位指名を受け、支度金300万円・年俸400万円（いずれも金額は推定）で仮契約し、入団した。背番号は122。

### ソフトバンク時代
2020年、ウエスタン・リーグでは5試合に登板し、計5イニングを投げて無失点。三軍戦では23試合の登板で63回1/3を投げ、2勝3敗・防御率3.98という成績を残した。
2021年は春季キャンプをB組でスタートしたが、2月23日にA組へ昇格すると、同日の埼玉西武ライオンズとの練習試合で2回無失点と好投し、その後もアピールを続けた。ただ、オープン戦最終戦に登板して1回2安打2四球2失点と結果を残せず、開幕を二軍で迎えた。ウエスタン・リーグでは15試合の登板で1勝1敗3セーブ・防御率1.66と結果を残し、5月28日に支配下登録。推定年俸は800万円、背番号は42。同日に出場選手登録をされ、6月4日の阪神タイガース戦でプロ初登板を果たした。その後は7月14日に出場選手登録を抹消され、10月2日に再登録となり、そのまま一軍でシーズンを終え、この年は中継ぎとして12試合に登板し、防御率2.35を記録。オフに300万円増となる推定年俸1100万円で契約を更改した。
2022年は先発転向を目指し、春季キャンプをA組でスタートすると、初日から精力的に投げ込んだ。3月4日の千葉ロッテマリーンズとのオープン戦に先発予定であった千賀滉大が新型コロナウイルス濃厚接触者の疑いで登板回避となり、急遽先発すると3回2安打無失点と好投。開幕ローテーション争いに加わったものの、開幕ローテーション5枠目は松本裕樹が内定し、6枠目は田中正義が最有力となっていた。ただ、6枠目を決める3月20日の広島東洋カープ戦で田中が右肩の違和感で緊急降板し、二軍再調整。さらに松本はプライベートで受けた鍼治療中に事故に遭い、体内に残った鍼の除去手術を受け、開幕直前にリハビリ組へ合流となった。このような事態を受けて開幕ローテーションに入り、3月31日のロッテ戦でプロ初先発となり、7回途中6安打無四球1失点の好投でプロ初勝利を挙げた。続く4月10日の西武戦では4回2/3を5失点（自責点4）でプロ初黒星を喫すると、守護神森唯斗の二軍再調整などのチーム事情もあってリリーフへ配置転換となり、同23日の北海道日本ハムファイターズ戦ではプロ初の救援勝利を記録。3試合のリリーフ登板を経て、5月1日の東北楽天ゴールデンイーグルス戦に先発登板すると、続く同7日のロッテ戦では9回3安打1四球6奪三振無失点と好投し、プロ初完投初完封勝利を挙げた。5月28日の広島戦でシーズン4勝目を挙げて以降は3試合連続で勝利投手の権利を持って降板しながらも勝ち星から見放されたが、6月25日の日本ハム戦では9回4安打無失点と好投し、約1か月ぶりの勝利を自身初の無四球完封で飾った。7月12日終了時点でチームトップタイの6勝を挙げると、翌13日に監督推薦でオールスターに初選出。本拠地の福岡PayPayドームで開催されるということもあり、第1戦の先発に抜擢され、1回1失点であった。7月30日の西武戦で後半戦初登板となったが、その頃から左睾丸にしこりを感じており、8月1日に福岡市内の病院を受診したところ、腫瘍が発見され、左精巣がんの疑いがあると診断された。翌2日に同市内の別の病院で詳細な検査を受けた後、左睾丸の高位精巣摘除術を受けた。8月3日に球団は、大関にがんの疑いがあったこと、摘出手術を行ったこと、復帰時期が未定であることを公表し、同日付で出場選手登録抹消となった。摘出された腫瘍を解剖した結果、腫瘍以外にがん細胞は転移していないことが確認され、当初は残りのシーズンを休養に充てる見込みであったものの、8月24日に練習を再開し、体調に問題が無いことから、9月10日の三軍戦で実戦復帰。1イニングを三者凡退に抑え、その後は中継ぎとして調整を進め、9月24日に出場選手登録。翌25日のロッテ戦で一軍復帰登板となり、2イニングを2安打1奪三振無失点に抑えた。一軍復帰後はポストシーズンも含めて中継ぎとして起用され、レギュラーシーズンでは22試合（15先発）の登板で7勝6敗・防御率2.93、両リーグトップタイの2完封を記録。オフに3400万円増となる推定年俸4500万円で契約を更改した。
2023年はエース千賀滉大がニューヨーク・メッツへ移籍し、2月21日に藤本博史監督は大関を開幕投手に指名したことを発表。3月31日のロッテとの開幕戦に先発すると、6回一死までパーフェクトピッチングを継続し、7回2安打2四球7奪三振無失点の好投で勝利投手となった。その後は好投しながらも敗戦投手となる試合が目立ち、特に4月16日の楽天戦以降は大関がマウンドに立っている間、打線の援護は0。防御率1点台ながら開幕戦以降は白星から遠ざかり、5月9日の日本ハム戦でも打線の援護が無かったものの、9回1安打2四球無失点と力投すると、チームは9回裏にサヨナラ勝ち。自身3度目の完封勝利を挙げ、また自己最多の13奪三振で初の2桁奪三振も記録した。この試合を含めて5週連続で火曜日のカード頭を任され、9試合の先発登板で4勝4敗・防御率2.21を記録していたが、体調不良で特例2023により6月6日に登録抹消。後に本人は「のどが痛くてご飯も食べられない時がありました」と話し、練習再開時は体重が4kg減っていたが、6月17日の二軍戦で実戦復帰し、順調な回復を見せ、同29日の楽天戦で一軍復帰を果たした。ただ、復帰後は6試合の先発登板で0勝2敗・防御率4.46と調子が上がらず、8月13日に出場選手登録を抹消された。二軍でもなかなか調子が上がらず、9月以降の一軍登板は2試合にとどまり、この年は17試合の先発登板で5勝7敗・防御率2.92という成績であった。12月13日の契約更改交渉では、1000万円増となる推定年俸5500万円でサイン。交渉後の記者会見では、背番号が47に変更となったことを発表し、同日中に球団からも発表された。
2024年は3年連続で開幕ローテーション入り。開幕2戦目に先発する当初の見通しから、スチュワートJr.が滑り込みで開幕ローテーションに入ったことで、開幕6戦目に回ったが、和田毅が開幕前の最終調整登板で打球が左手（利き手）の中指に当たり、さらには左手のマメの状態が思わしくなく、開幕ローテーションから外れたことで、最終的に大関は開幕4戦目（ロッテとの本拠地開幕戦）に先発した。3月23日のオープン戦で2イニングを投げて以降、調整登板を挟まずに中9日での先発登板となったものの、7回無失点の好投でシーズン初勝利を挙げた。その後は先発ローテーションを回ったが、5月1日の楽天戦では4回5安打4四球3失点で降板し、翌2日に登録抹消。中17日での先発となった5月19日の西武戦では8回1失点と好投したものの、勝敗は付かなかった。続く同29日の読売ジャイアンツ戦では第1打席でプロ初安打。投げては7回無失点と好投したが、またも勝敗は付かなかった。6月13日の東京ヤクルトスワローズ戦で5回2失点ながらも勝利投手。開幕から9試合の先発登板で4勝0敗・防御率2.08という成績ながら、倉野信次投手コーチは「まだ大関の本来の調子からするとマックスではないので」と話し、同16日に出場選手登録を抹消された。その後は再登録と抹消を2度繰り返したが、後半戦3試合目（対オリックス）の7月28日に出場選手登録されて以降は抹消されることなく、先発ローテーションを回った。ただ、9月18日の日本ハム戦では5回1失点に抑えていたものの、6回表開始前の投球練習中に背中の違和感を訴えて緊急降板。翌19日に出場選手登録を抹消され、翌20日には佐賀市内の病院でMRI検査を受けて左大円筋損傷と診断された。そのままレギュラーシーズンを終えることとなったが、この年は20試合の先発登板で8勝4敗・防御率2.50を記録し、チーム4年ぶりのリーグ優勝に貢献。ポストシーズンでは、横浜DeNAベイスターズとの日本シリーズ第5戦で復帰登板となり、1回表は二死一・二塁、2回表は二死満塁のピンチを凌いだが、3回表は二死一・二塁から筒香嘉智に先制適時打を許して降板し、2回2/3を4安打4四死球1失点で敗戦投手となった。12月27日、3500万円増となる推定年俸9000万円で契約を更改した。
2025年は春季キャンプで体調不良による離脱がありながらも、4年連続で開幕ローテーション入り。ただ、5回までに降板する試合が少なくなく、5月終了時点では9先発・51回2/3を投げて3勝3敗・防御率2.61という成績であった。交流戦では20回2/3連続無失点を記録するなど、3先発で2勝0敗、12球団4位タイの23回を投げて同1位タイの防御率0.78という好成績でチームの交流戦優勝に貢献し、日本生命優秀選手賞を初受賞した。

## 選手としての特徴
最速152km/hのストレートにカーブ・スライダー・チェンジアップ・フォーク・ツーシームを投じる。

## 詳細情報

### 年度別投手成績
| 年 度     | 球 団        | 登 板 | 先 発 | 完 投 | 完 封 | 無 四 球 | 勝 利 | 敗 戦 | セ 丨 ブ | ホ 丨 ル ド | 勝 率 | 打 者 | 投 球 回 | 被 安 打 | 被 本 塁 打 | 与 四 球 | 敬 遠 | 与 死 球 | 奪 三 振 | 暴 投 | ボ 丨 ク | 失 点 | 自 責 点 | 防 御 率 | W H I P |
| --------- | ------------ | ----- | ----- | ----- | ----- | -------- | ----- | ----- | -------- | ----------- | ----- | ----- | -------- | -------- | ----------- | -------- | ----- | -------- | -------- | ----- | -------- | ----- | -------- | -------- | ------- |
| 2021      | ソフトバンク | 12    | 0     | 0     | 0     | 0        | 0     | 0     | 0        | 0           | ----  | 88    | 23.0     | 12       | 1           | 10       | 0     | 2        | 13       | 0     | 0        | 6     | 6        | 2.35     | 0.96    |
| 2022      | ソフトバンク | 21    | 15    | 2     | 2     | 1        | 7     | 6     | 0        | 0           | .538  | 409   | 101.1    | 88       | 8           | 28       | 0     | 4        | 70       | 1     | 1        | 37    | 33       | 2.93     | 1.14    |
| 2023      | ソフトバンク | 17    | 17    | 2     | 1     | 0        | 5     | 7     | 0        | 0           | .417  | 427   | 104.2    | 86       | 11          | 35       | 0     | 6        | 76       | 1     | 0        | 36    | 34       | 2.92     | 1.16    |
| 2024      | ソフトバンク | 20    | 20    | 0     | 0     | 0        | 8     | 4     | 0        | 0           | .667  | 481   | 122.1    | 84       | 10          | 29       | 0     | 10       | 77       | 0     | 0        | 34    | 34       | 2.50     | 0.92    |
| 通算：4年 | 通算：4年    | 70    | 52    | 4     | 3     | 1        | 20    | 17    | 0        | 0           | .541  | 1405  | 351.1    | 270      | 30          | 102      | 0     | 22       | 236      | 2     | 1        | 113   | 107      | 2.74     | 1.06    |

- 2024年度シーズン終了時
- 各年度の太字はリーグ最高

### 年度別守備成績
| 年 度 | 球 団        | 投手  | 投手  | 投手  | 投手  | 投手  | 投手     |
| 年 度 | 球 団        | 試 合 | 刺 殺 | 補 殺 | 失 策 | 併 殺 | 守 備 率 |
| ----- | ------------ | ----- | ----- | ----- | ----- | ----- | -------- |
| 2021  | ソフトバンク | 12    | 1     | 2     | 0     | 0     | 1.000    |
| 2022  | ソフトバンク | 21    | 4     | 15    | 1     | 1     | .950     |
| 2023  | ソフトバンク | 17    | 5     | 14    | 0     | 0     | 1.000    |
| 2024  | ソフトバンク | 20    | 10    | 21    | 1     | 0     | .969     |
| 通算  | 通算         | 70    | 20    | 52    | 2     | 1     | .973     |

- 2024年度シーズン終了時

### 表彰
- セ・パ交流戦 日本生命優秀選手賞：1回（2025年[126]）

### 記録
初記録
投手記録
- 初登板：2021年6月4日、対阪神タイガース1回戦（阪神甲子園球場）、7回裏に2番手で救援登板・完了、2回1失点[18]
- 初奪三振：同上、7回裏に青柳晃洋のスリーバント失敗
- 初先発登板・初勝利・初先発勝利：2022年3月31日、対千葉ロッテマリーンズ3回戦（ZOZOマリンスタジアム）、6回1/3を1失点[30]
- 初完投・初完投勝利・初完封勝利：2022年5月7日、対千葉ロッテマリーンズ7回戦（ZOZOマリンスタジアム）、9回3安打1四球無失点6奪三振[36]

打撃記録
- 初打席：2022年6月4日、対中日ドラゴンズ2回戦（バンテリンドームナゴヤ）、3回表に髙橋宏斗から空振り三振
- 初安打：2024年5月29日、対読売ジャイアンツ2回戦（東京ドーム）、3回表に堀田賢慎から二塁内野安打[95]
- 初打点：2025年6月19日、対広島東洋カープ3回戦（MAZDA Zoom-Zoom スタジアム広島）、4回表にジョハン・ドミンゲスからセーフティスクイズ[121]

その他の記録
- オールスターゲーム出場：1回（2022年）
- 開幕投手：1回（2023年）

### 背番号
- 122（2020年[8] - 2021年5月27日）
- 42（2021年5月28日[16] - 2023年）
- 47（2024年[80] - ）

### 登場曲
- 「Galway Girl」エド・シーラン（2020年）
- 「Shape of you」 エド・シーラン（2020年）
- 「虹」菅田将暉（2021年 - ）[127]
- 「まちがいさがし」菅田将暉（2021年 - ）[127]
- 「感電」米津玄師（2021年 - ）